# 陶斯 (密蘇里州)
陶斯（英語：Taos）是位於美國密蘇里州科爾縣的城市。

## 人口
根據2020年美國人口普查的數據，陶斯的面積為16.80平方千米，當中陸地面積為16.67平方千米，而水域面積為0.13平方千米。當地共有人口1150人，而人口密度為每平方千米68人。